# The Essential Toni Braxton
A The Essential Toni Braxton Toni Braxton amerikai énekesnő tizedik albuma és harmadik válogatásalbuma. 2007-ben jelent meg, a Sony The Essential válogatásalbum-sorozatának keretében. A kétlemezes albumon Braxton harminchat dala szerepel (közte több olyan is, ami nem jelent meg kislemezen), valamint egy korábban kiadatlan dal, a The Good Life, amit testvérei együttesével, a The Braxtonsszal rögzített az énekesnő.
Brazíliában az album The Best So Far címen jelent meg, más borítóval.

## Számlista
I. lemez
1. Love Shoulda Brought You Home
2. I Love Me Some Him
3. Tell Me
4. You’re Makin’ Me High
5. He Wasn’t Man Enough
6. Just Be a Man About It
7. How Many Ways (R. Kelly Remix)
8. Breathe Again
9. You Mean the World to Me
10. I Belong to You
11. How Could an Angel Break My Heart
12. Un-Break My Heart
13. Another Sad Love Song
14. Seven Whole Days
15. I Don’t Want To
16. Give U My Heart

II. lemez
1. The Heat
2. Gimme Some
3. There’s No Me Without You
4. Why Should I Care
5. Spanish Guitar (Royal Garden Flamenco Remix)
6. I’m Still Breathing
7. Me & My Boyfriend
8. Give It Back
9. The Time of Our Lives
10. He Wasn't Man Enough (Junior Vasquez Marathon Remix)
11. Un-Break My Heart (Frankie Knuckles’ Franktidrama Club Remix)
12. Hit the Freeway
13. Come On Over Here
14. Let It Flow
15. The Little Things
16. The Good Life (A Cappella)

The Best So Far
(brazil kiadás, 2007 április)
1. Un-Break My Heart (II Divo & Toni Braxton)
2. How Could an Angel Break My Heart
3. I Don’t Want To
4. Breathe Again
5. You’re Makin’ Me High
6. Another Sad Love Song
7. He Wasn’t Man Enough
8. Spanish Guitar
9. Let It Flow
10. You Mean the World to Me
11. Why Should I Care
12. Love Shoulda Brought You Home
13. I Belong to You
14. The Time of Our Lives

## Helyezések
| Ország                     | Legfelső helyezés | Minősítés  | Eladási adatok |
| -------------------------- | ----------------- | ---------- | -------------- |
| USA Hot R&B/Hip-Hop Albums | 48                |            | 12 000         |
| Hot 100 Brazil             | 1                 | Aranylemez | 50 000         |